# 宮古市立新里小学校
宮古市立新里小学校（みやこしりつ にいさとしょうがっこう）は、岩手県宮古市の山間部に位置する公立小学校。令和6年度の児童数61名、全8学級。

## 概要
2016年4月に茂市小学校・蟇目小学校・刈屋小学校・和井内小学校の4校が統合して開校した。旧刈屋小学校の校舎を使用している。
防災備蓄倉庫や太陽光発電装置が設置されている。
校歌の歌詞は公募により新里中学校の生徒の案が採用され、作曲は花巻東高等学校の校歌も手がけた太田代政男が担当した。
また、学校教育に支障のない時間帯に限り、宮古市教育委員会への申請により校庭および体育館の利用が可能である。

## 通学区域
- 茂市・腹帯・蟇目・刈屋・和井内[7]

## 学校周辺
- 新里保育所
- 新里中学校

## アクセス
- 東日本旅客鉄道（JR東日本）山田線「茂市駅」からバスで20分